# Nesaphrestes hebridensis
Nesaphrestes hebridensis is een halfvleugelig insect uit de familie Aphrophoridae. De wetenschappelijke naam van deze soort is voor het eerst geldig gepubliceerd in 1942 door Lallemand.